# Commonwealth of Britain Bill
De Commonwealth of Britain Bill was een wetsvoorstel dat in 1991 voor het eerst werd ingediend door Tony Benn, destijds Labour-parlementariër in het Britse Lagerhuis. Het stelde voor om de Britse monarchie af te schaffen en het Verenigd Koninkrijk een "democratisch, federaal en seculier Gemenebest van Groot-Brittannië" te maken, een republiek met een geschreven grondwet. Het voorstel werd enkele keren in het Parlement behandeld totdat Benn in 2001 uit het Lagerhuis verdween, maar bereikte nooit een tweede lezing (stemming). Het wetsvoorstel hield in:  
- De monarchie zou worden afgeschaft en de grondwettelijke status van de Kroon beëindigd;
- De Anglicaanse Kerk zou van de staat worden gescheiden;
- Het staatshoofd zou een president worden, verkozen door een gemeenschappelijke vergadering van beide Huizen van het Gemenebestsparlement;
- De functies van het koninklijk prerogatief zou worden overgedragen aan het parlement;
- De Privy Council zou worden afgeschaft en vervangen door een Raad van State;
- Het Hogerhuis zou worden vervangen door een verkozen Huis van het Volk, met gelijke vertegenwoordiging van mannen en vrouwen;
- Het Lagerhuis zou gelijke vertegenwoordiging van mannen en vrouwen krijgen;
- Engeland, Schotland en Wales zouden hun eigen Nationale Parlementen krijgen met verantwoordelijkheid voor gefedereerde zaken zoals overeengekomen;
- Rechters en magistraten voor graafschappelijke gerechtshoven zouden worden verkozen; en
- De Britse jurisdictie over Noord-Ierland zou worden beëindigd.